# Château de Saint-Lambert
Ne doit pas être confondu avec Château Saint-Lambert.
Le château de Saint-Lambert est un château situé à Marvejols, en France.

## Localisation
Le château est situé sur la commune de Marvejols, dans le département français de la Lozère.

## Historique

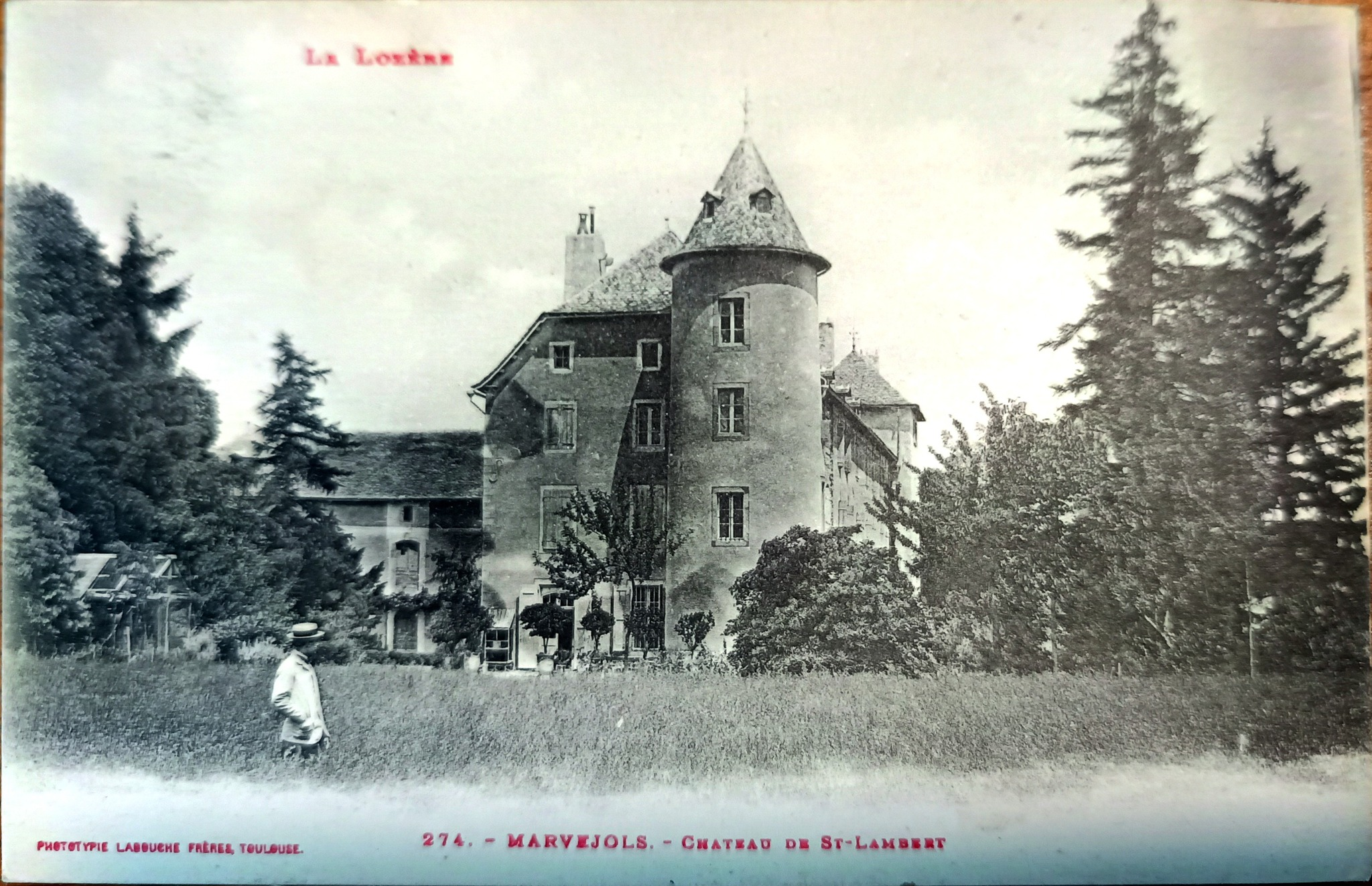
Château de Saint Lambert - Marvejols 48

L'édifice est inscrit au titre des monuments historiques en 2010.